# 的里雅斯特街

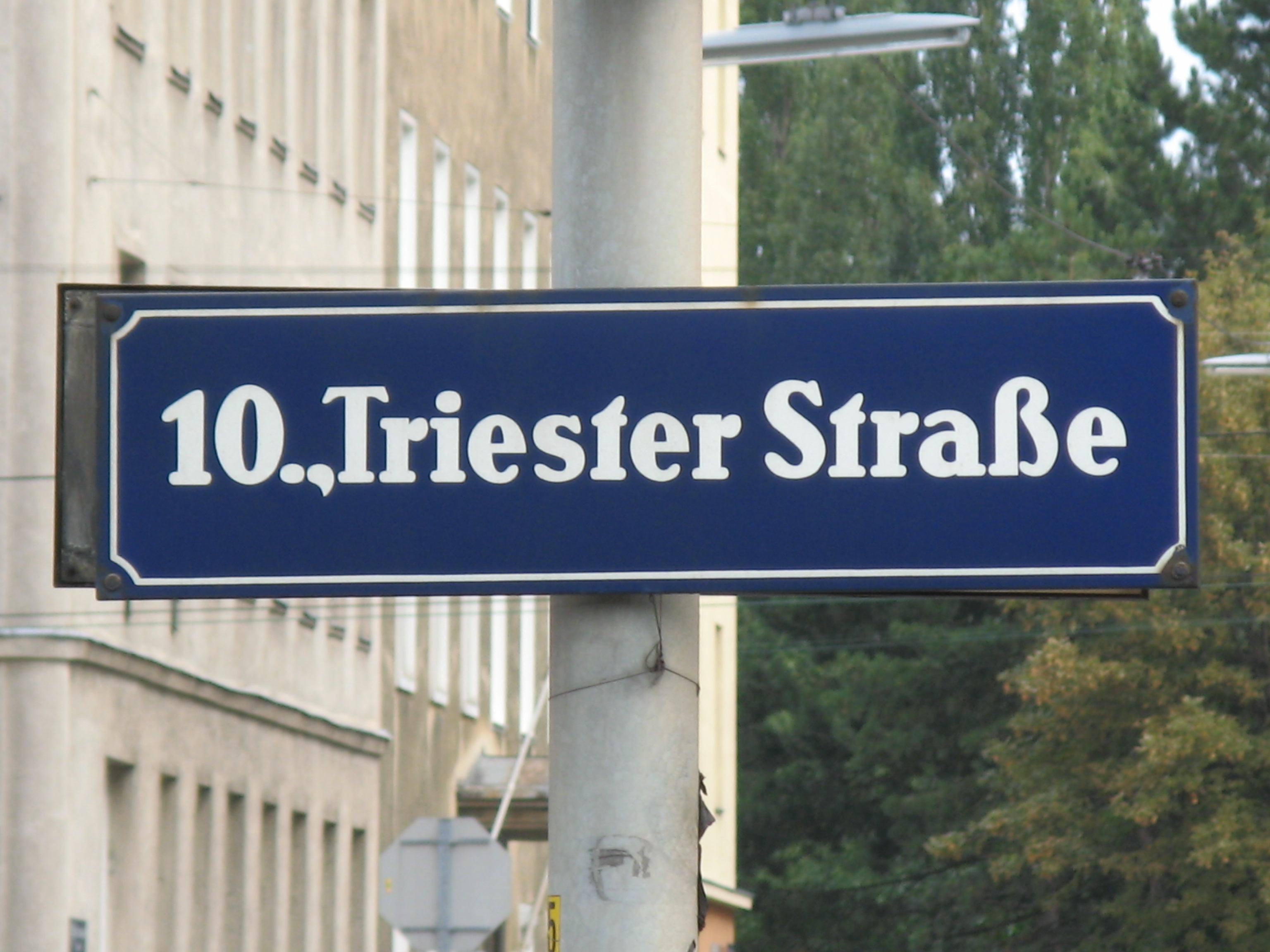

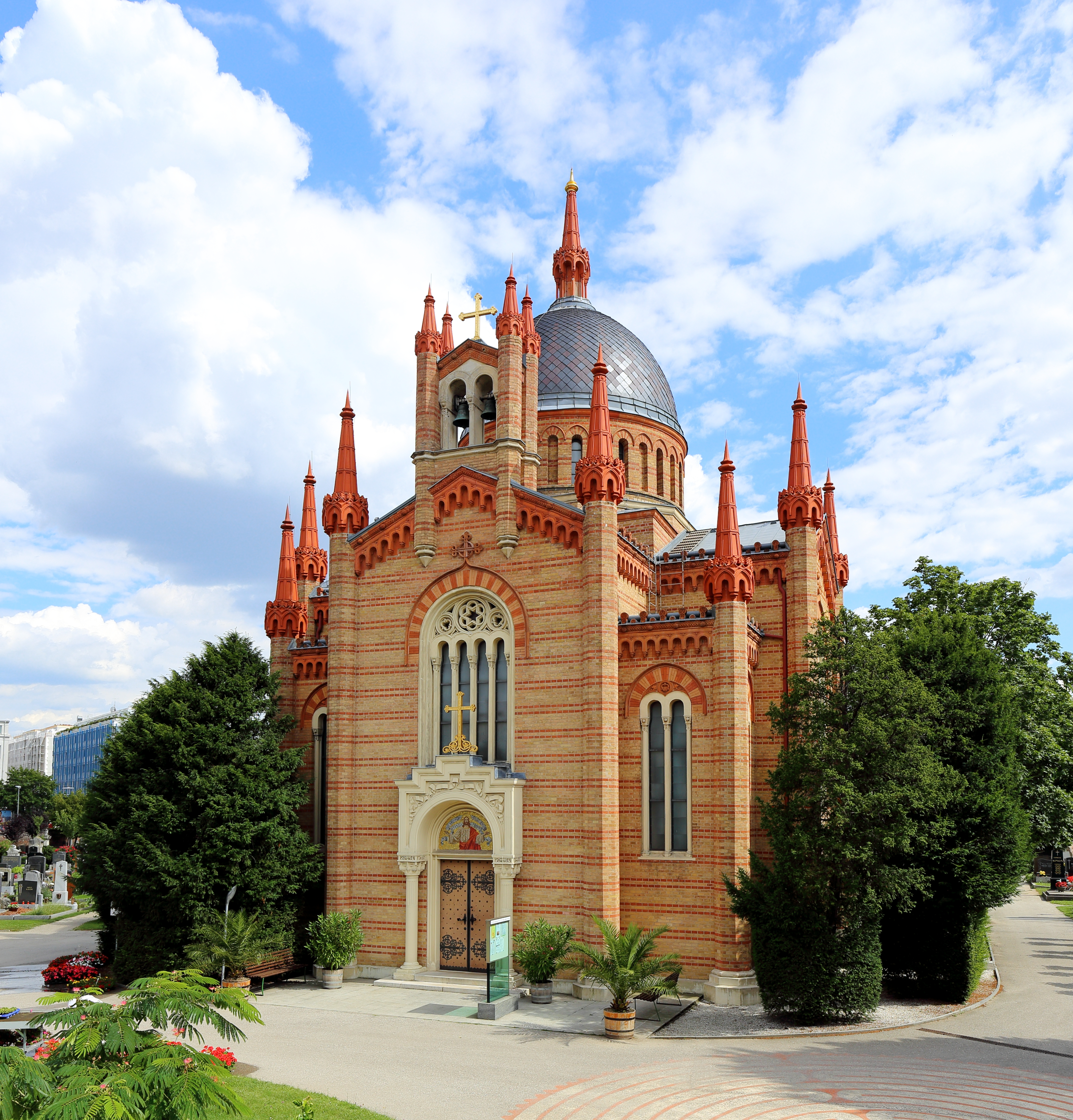
新教教堂

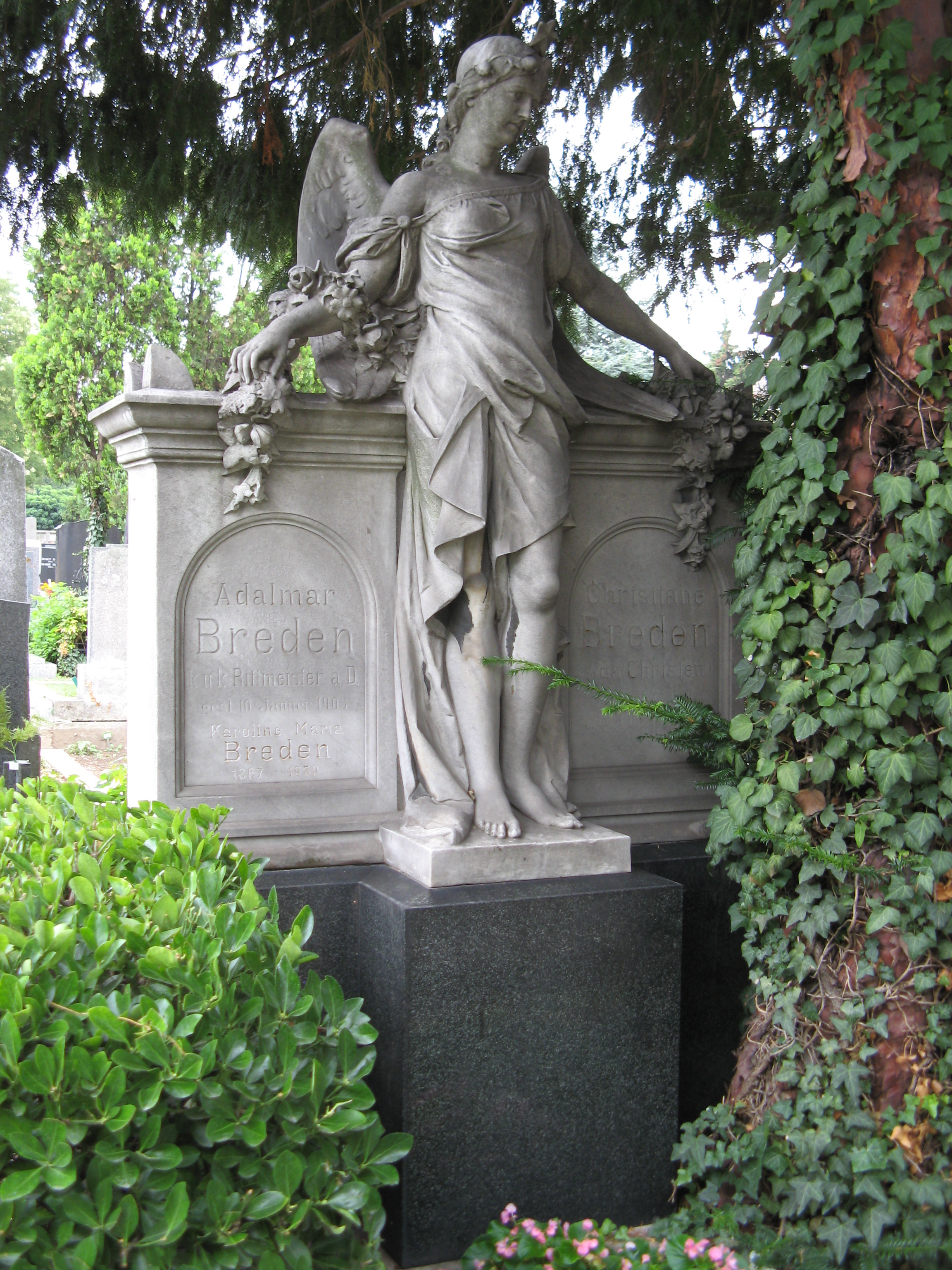
新教公墓

的里雅斯特街（Triester Straße）是连接维也纳与南方的主要道路，跨法渥瑞腾区（Favoriten，第十区），利辛区（Liesing，二十三区）。
该路1号为新教公墓及教堂。